# گورستان گرده سور
قبرستان گرده سور مربوط به دوران‌های تاریخی پس از اسلام است و در شهرستان سقز، بخش زیویه، روستای ایلو واقع شده و این اثر در تاریخ ۲۵ اسفند ۱۳۸۰ با شمارهٔ ثبت ۵۰۹۱ به‌عنوان یکی از آثار ملی ایران به ثبت رسیده است.